# São Jorge e Ermelo
São Jorge e Ermelo (oficialmente: União das Freguesias de São Jorge e Ermelo) é uma freguesia portuguesa do município de Arcos de Valdevez, com 24,19 km² de área e 713 habitantes (censo de 2021). A sua densidade populacional é 29,5 hab./km².

## História
Foi constituída em 2013, no âmbito de uma reforma administrativa nacional, pela agregação das antigas freguesias de São Jorge e Ermelo com sede em São Jorge.

## Demografia
A população registada nos censos foi:
| Distribuição da População por Grupos Etários | Distribuição da População por Grupos Etários | Distribuição da População por Grupos Etários | Distribuição da População por Grupos Etários | Distribuição da População por Grupos Etários | Distribuição da População por Grupos Etários |
| -------------------------------------------- | -------------------------------------------- | -------------------------------------------- | -------------------------------------------- | -------------------------------------------- | -------------------------------------------- |
| Antes da agregação                           |                                              |                                              |                                              |                                              |                                              |
| Ano                                          | 0-14 anos                                    | 15-24 anos                                   | 25-64 anos                                   | >= 65 anos                                   | Total                                        |
| 2001                                         | 89                                           | 103                                          | 386                                          | 330                                          | 908                                          |
| 2011                                         | 90                                           | 47                                           | 349                                          | 320                                          | 806                                          |
| Após a agregação                             |                                              |                                              |                                              |                                              |                                              |
| Ano                                          | 0-14 anos                                    | 15-24 anos                                   | 25-64 anos                                   | >= 65 anos                                   | Total                                        |
| 2021                                         | 50                                           | 61                                           | 290                                          | 312                                          | 713                                          |

## Património
- Mosteiro de Ermelo